# NGC 2124
NGC 2124 est une vaste galaxie spirale située dans la constellation du Lièvre. NGC 2124 a été découverte par l'astronome germano-britannique William Herschel en 1784.

## Caractéristiques
Sa vitesse par rapport au fond diffus cosmologique est de 3 046 ± 6 km/s, ce qui correspond à une distance de Hubble de 44,9 ± 3,2 Mpc (∼146 millions d'al).
À ce jour, 18 mesures non basées sur le décalage vers le rouge (redshift) donnent une distance de 44,656 ± 3,813 Mpc (∼146 millions d'al), ce qui est à l'intérieur des valeurs de la distance de Hubble.
La classe de luminosité de NGC 2124 est II et elle présente une large raie HI.